# النجم الثاقب (صاروخ)
النجم الثاقب هو نظام مدفعية صاروخية كشفت عنه حركة أنصار الله في 26 مايو 2015، وقالت أنه صناعة يمنية بالكامل، له إصداران هم النجم الثاقب 1 والنجم الثاقب 2، واستخدمه الحوثيون في الحرب الأهلية اليمنية (2014–الآن).

## المواصفات

### النجم الثاقب 1
- النوع: مدفعية صاروخية
- المدى: 45 كيلو متر
- الطول: 3 متر
- وزن الراس الحربي: 50 كلغ[4][5]

### النجم الثاقب 2
- النوع: مدفعية صاروخية
- المدى: 75 كيلو متر
- الطول: 5 متر
- وزن الراس الحربي: 75 كلغ[4][5]

## الاستخدام
استخدمته القوات المسلحة اليمنية الموالية لحركة أنصار الله خلال الحرب الأهلية اليمنية (2014–الآن) في ضرب مواقع عسكرية ومنشآت اقتصادية في مناطق نجران، وعسير، وجيزان في المملكة العربية السعودية.

## المستخدمين
اليمن (أنصار الله)